# 728 Leonisis
728 Leonisis este un asteroid din centura principală, descoperit pe 16 februarie 1912, de Johann Palisa.